# Дискография Раймонда Паулса

## Виниловые диски (ВСГ «Мелодия»)

### Сольные диски с песнями Р. Паулса

#### 1969 LP: «Tev, mana labā» (Песни Раймонда Паулса)
Д 025939-40, С 01823-4 (12", гигант)
1. Тебе, моя хорошая (латыш. Tev, mana labā) (З. Пурвс/Ziedonis Purvs) — Ояр Гринбергс (латыш.  Ojārs Grīnbergs)
2. Только с тобой (латыш. Ar tevi vien) (А.Круклис/Alfrēds Krūklis) — вокально-инстр. ансамбль
3. Песня не замёрзнет (латыш. Dziesma nenosalst) (А. Круклис) — Ояр Гринбергс
4. Где ты (латыш. Kur tu esi) (У. Крастс/Uldis Krasts) — Ояр Гринбергс
5. Рассказ старого моряка (латыш. Vecā jūrnieka stāsts) (А.Круклис) — Здислав Романовский (латыш. Zdislavs Romanovskis)
6. К чему упрёк (латыш. Nepārmet man) (А.Круклис) — Маргарита Вилцане (латыш. Margarita Vilcāne)
7. Папа, скажи маме сам (латыш. Papu, saki mammai pats) (А.Круклис) — Нора Бумбиере (латыш. Nora Bumbiere) и Ояр Гринбергс
8. Шиповник (латыш. Mežrozīte) (А.Круклис) — Ояр Гринбергс
9. Как хорошо, что ты рядом (латыш. Cik labi, ja tu blakus man) (А.Круклис) — Маргарита Вилцане
10. Дедушка и бабушка (латыш. Vectētiņš un vecmāmiņa) (А. Круклис) — Маргарита Вилцане и Ояр Гринбергс
11. Мелодия из к/ф «235 миллионов лиц» (латыш. Melodija no kinofilmas «235 miljoni seju») — ВИА «Эолика»
12. Балтийскому морю (латыш. Baltijas jūrai) (А. Круклис) — Здислав Романовский

#### 1970 LP: «Tik dzintars vien» (Песни Раймонда Паулса)
Д 029035-6, СМ 02047-8 (12", гигант)
1. Янтарь (латыш. Tik dzintars vien) (А. Круклис) — Ояр Гринбергс, женский вокальный ансамбль
2. Белое солнце (латыш. Baltā saule) (З. Пурвс) — Маргарита Вилцане
3. К чему цветёшь, яблоня (латыш. Kam ziedi, mežābele) (А.Круклис) — Ояр Гринбергс, женский вокальный ансамбль
4. Баллада моему дедушке (латыш. Balāde manam vectēvam) (А. Аузинь) — Вальдемар Зандбергс
5. Дождевые капли, вокализ (латыш. Vokalīze «Lietus lāses») — Нора Бумбиере
6. Мелькает колесо жизни (латыш. Zib mūža rats) (А. Круклис) — Нора Бумбиере, женский вокальный ансамбль
7. Алло, Росток (латыш. Hallo, Rostoka) (Г. Бейлин) — Ояр Гринбергс, женский вокальный ансамбль (на немецком яз.)
8. Как тиха ночь (латыш. Cik klusa nakts) (А. Круклис) — Ояр Гринбергс
9. В летнем отпуске (латыш. Vasaras atvaļinājumā) (цикл песен на слова З. Пурвса):
  1. (9) В пути (латыш. Ceļā) — Ояр Гринбергс
  2. (10) Гауя (латыш. Gaujai) — Ояр Гринбергс, женский вокальный ансамбль
  3. (11) Цеплис (латыш. Cepļu saiešanās) — женский вокальный ансамбль
  4. (12) Латгалия (латыш. Latgalei) — Маргарита Вилцане и Нора Бумбиере
  5. (13) Лиепая (латыш. Liepājai) — Янис Заберс, мужской вокальный ансамбль

Рижский эстрадный оркестр, худ. рук. Р. Паулс

#### 1970 EP: «Песни Р.Паулса на словаА.Круклиса»
Д 00027107-8 (7", миньон)
1. Синий лён (латыш. Zilie lini) — Маргарита Вилцане и Ояр Гринбергс
2. Зачем? (латыш. Kāpēc?) — Нора Бумбиере
3. Давний рассказ (латыш. Sens ir tas stāsts) — Ояр Гринбергс и вокальный ансамбль
4. Прощание с летом (латыш. Atvadas vasarai) — Нора Бумбиере

#### 1971 EP: «Эстрадные песни Р.Паулса на латышские народные тексты»
Д 00031041-2 (7", миньон)
1. Жаворонок (латыш. Cīruli, cīruli) — женский вокальный ансамбль
2. Маленькая, маленькая комната (латыш. Maza, maza istabiņa) — Маргарита Вилцане

Рижский эстрадный оркестр п/у Р. Паулса

#### 1971 LP: «Teic, kur zeme tā» (Песни Раймонда Паулса)
Д 031211-2, СМ 02885-86 (12", гигант)
1. Скажи, где тот край (латыш. Teic, kur zeme tā) (А.Круклис) — Маргарита Вилцане, Нора Бумбиере, Ояр Гринбергс, Виктор Лапченок
2. Сверкающая раковина (латыш. Mirdzošais gliemežvāks) (А.Круклис) — Маргарита Вилцане и Ояр Гринбергс
3. Синяя песня (латыш. Zilā) (Я.Петерс) — Виктор Лапченок
4. Романс Анце (из к/ф «Клав, сын Мартина») (латыш. Ances romance (no kinofilmas «Klāvs Mārtiņa dēls»)) (Я.Петерс) — Маргарита Вилцане
5. С мною вновь беседуют чайки (латыш. Ar mani atkal runā kaijas) (А.Круклис) — Нора Бумбиере и Виктор Лапченок
6. Необычное лето (латыш. Savāda vasara) (А.Круклис) — Нора Бумбиере и Виктор Лапченок
7. Финская баня (латыш. Somu pirts) (А.Аузиньш/Arnolds Auziņš) — Ояр Гринбергс
8. Сюита из к/ф «Слуги дьявола» (на слова Яниса Анераудса)
  1. Вступление (латыш. Ievads) — мужской вокальный ансамбль п/у Э.Рачевского (Edgars Račevskis)
  2. Монахини и безбожница (латыш. Mūķenes un neticīgā) — Нора Бумбиере и женский вокальный ансамбль
  3. Песня кнехта (латыш. Kara kalpa dziesma) — Ояр Гринбергс
  4. Пивная песня (латыш. Alus dziesma) — мужской вокальный ансамбль п/у Э.Рачевского
  5. Песня слуг дьявола (латыш. Vella kalpu dziesma) — мужской вокальный ансамбль п/у Э.Рачевского
9. Шаги на песке (латыш. Soļi smiltīs) (З.Пурвс) — Маргарита Вилцане
10. Письмо девушке (латыш. Vēstule meitenei) (В.Ога) — Виктор Лапченок
11. Песенка, посвящённая Риге (латыш. Dziesmiņa Rīgai) (З.Пурвс) — Ояр Гринбергс

Эстрадный оркестр Латвийского ТВ и радио, дирижёр Алнис Закис

#### 1972 LP: «Kurzeme» (Эстрадные песни)
CM 03669-70 (12", гигант)
1. Цикл песен на слова Д. Авотыни (латыш. Dziesmu cikls ar D.Avotiņas vārdiem):
  1. Одиночество (латыш. Vientulība) — Нора Бумбиере
  2. Не задувай [этой ночью] свечу (латыш. Nenopūt sveci) — Виктор Лапченок
  3. Орга́н в ночи (латыш. Ērģeles naktī) — Нора Бумбиере и Виктор Лапченок
  4. Колокола (латыш. Zvani) — Нора Бумбиере и Виктор Лапченок
  5. Да это не я (латыш. Ne jau es...) — Виктор Лапченок
2. Любовные слова поэта (латыш. Dzejnieka mīlas vārdi) (Я.Петерс) — Виктор Лапченок
3. Может быть (латыш. Varbūt) (А.Круклис) — Виктор Лапченок
4. Цикл песен «Три старинных мотива цыган Латвии» на слова Я.Петерса (латыш. Dziesmu cikls «Trīs seni Latvijas čigānu motīvi» ar J. Petera vārdiem):
  1. Подари мне красный платок (латыш. Dāvā man lakatu sarkanu) — Нора Бумбиере
  2. Мой голос (латыш. Mana balss) — Виктор Лапченок
  3. Женись на мне, цыганёнок (латыш.  Precē mani, čigānzēn) — Нора Бумбиере и Виктор Лапченок
5. Лана (латыш. Lana) (Я.Петерс) — Виктор Лапченок
6. Kурземе (латыш. Kurzeme) (Я.Петерс) — Виктор Лапченок

Эстрадный ансамбль п/у Р. Паулса (1, 4) 

Эстрадный оркестр Латвийского ТВ и радио, дирижёр Алнис Закис (2, 3, 5, 6)

#### 1973 EP: «Manai dzimtenei» (Эстрадные песни на слова Я.Петера)
CM 0004201-2 (7", миньон)
1. Зарони в меня солнце (посвящается Э. Дарзиню) (латыш. Dzel manī sauli (veltijums E. Darziņam)) — Нора Бумбиере и Виктор Лапченок
2. Ненастной порой (латыш. Vēju stundā) — Нора Бумбиере и Виктор Лапченок
3. Моей Родине (посвящается столетию латвийского Праздника песни) (латыш. Manai dzimtenei (veltijums Latv. Dziesmu Svetku simtgadei)) — Нора Бумбиере и Виктор Лапченок

#### 1973 LP: «Jūras balss» (рус.«Голос моря», эстрадные песни на сл. Я. Петерса)
C 04545-46 (12", гигант)
1. Jūras balss (рус. Голос моря) — Виктор Лапченок
2. Vīzija (рус. Видение) — Нора Бумбиере
3. Vārds (рус. Слово, посв. С. Есенину) — Виктор Лапченок
4. Cielava (рус. Трясогузка) — Виктор Лапченок
5. Balāde par skaudību (рус. Баллада о зависти) — Нора Бумбиере
6. Rigoleto motīvs (рус. Мотив Риголетто) — Виктор Лапченок
7. Rudacīte (рус. Кареглазая) — В. Лапченок и Н. Бумбиере
8. Divpadsmit asaras (рус. Двенадцать слезинок) — Нора Бумбиере
9. Līgotāji (рус. Празднующие Лиго) — Маргарита Вилцане
10. Dzied suitu sievas Alsungā (рус. Поют женщины в Алсунге) — В. Лапченок и Н. Бумбиере
11. Ziņģe (рус. Побасёнки) — В. Лапченок и Н. Бумбиере
12. Lūgums (рус. Просьба) — Нора Бумбиере
13. Ai-dundur-dundur-dun-dun-dun (рус. Ай-дундур-дундур-дун-дун-дун) — В. Лапченок и Н. Бумбиере

#### 1974 EP: «Estrādes dziesmas ar J.Petera vārdiem» (Эстрадные песни на сл. Я. Петера)
С 0004625-26 (7", миньон)

#### 1975 LP: «Nekal mani gredzenā» (рус.«Не сковывай меня кольцом»)
C60—05509-10 (12", гигант)
1. Nekal mani gredzenā (рус. Не сковывай меня кольцом) (J. Peters)
2. Rudenī vēlu, vēlu (рус. Поздней осенью) (J. Peters)
3. Sapņu princis (рус. Сказочный принц) (A. Auziņš)
4. Pa mēness tiltu (рус. По лунному мосту) (J. Peters)
5. Pusnakts balāde (рус. Полночная баллада) (K. Skujenieks)
6. Sikspārņa Fledermauša šūpuļdziesma (рус. Колыбельная летучей мыши) (D. Dreika)
7. Caur manu sirdi naivu (рус. Через моё простодушное сердце) (J. Peters)
8. Lauku gurķis Rīgas tirgū (рус. Деревенский огурец на рижском базаре) (J. Peters)
9. Pāri dzelmei (рус. Через пучину) (J. Peters)
10. Šajā pasaulē (рус. В этом мире) (J. Peters)

#### 1975 EP: «Joku dziesmas» («Озорные мелодии»)
C62—05671-2 (7", миньон)
1. Viena tante teica (сл. Я. Петерса)
2. Lauku gurķis Rīgas tirgū (сл. Я. Петерса)
3. Resnā minna (сл. народные)
4. Atnāk jauka vasariņa (сл. народные)
5. Iedzersim pa glāzei (сл. народные)

Поют Нора Бумбиере и Виктор Лапченок

#### 1976 LP: «Laternu stundā» («Час фонарей»)
С60—06735-6 (12", гигант)
1. Grieze (рус. Коростель)
2. Vēja ziedi (рус. Пустоцвет)
3. Spītība (рус. Упрямство)
4. Laternu stundā (рус. В час фонарей)
5. Sabile, Talsi, Kandava (рус. Сабиле, Талсы, Кандава)
6. Latviešu jūrniekiem (рус. Латышским морякам)
7. Inese (рус. Инесса)
8. Viss nāk un aiziet tālumā (рус. Всё приходит и уходит)
9. Tāls Parīzes radio (рус. Далёкое Парижское радио)
10. Dziesmiņa par prieku (рус. Песенка о радости)
11. Undīne (рус. Ундина)

#### 1977 LP: «Priekšnojauta» (рус.«Предчувствие»)
С60—08467-8 (12", гигант)
1. Par pēdējo lapu (рус. О последнем листе)
2. Rudensogle (рус. Осенний уголёк)
3. Zied ievas Siguldā (рус. Цветёт черёмуха в Сигулде)
4. Zeltamute (рус. Золотые уста)
5. Vējlukturu nakts (рус. Ночь фонарей)
6. Nīcā (рус. В Нице)
7. О, Lamara (рус. О, Ламара)
8. Priekšnojauta (рус. Предчувствие)
9. Ardievas vasarai (рус. Прощание с летом)
10. Tā diena (рус. Тот день)

#### 1977 EP: «Dresleriāna. Joku dziesmas» («Дреслериана. Шуточные песни»)
C62—08701-2 (7", миньон)
1. Beigas labas, viss labs (рус. Всё хорошо, что хорошо кончается, сл. А. Элксне)
2. Kāzās (рус. На свадьбе, сл. Я. Петерса)
3. Dresleriāna (рус. Дреслериана, сл. Я. Дреслерса)

Вокально-инструментальный ансамбль «Modo» п/у Р. Паулса.

Поют Владислав Юхневич, Виктор Лапченок, Нора Бумбиере, Мирдза Зивере, Айя Кукуле.

#### 1978 LP: «Naktsputni» (рус.«Ночные птицы»)
С60—10675-6 (12", гигант)
1. Tai pilsētā (рус. В том городе)
2. Jūras zvaigzne (рус. Звезда моря)
3. Egļu zvanos (рус. В еловых колоколах)
4. Kā svece deg (рус. Горит свеча)
5. Dienas ēnā (рус. В тени дня)
6. Naktsputni (рус. Ночные птицы)
7. Vīrietis labākos gados (рус. Мужчина в расцвете лет)
8. Tavs sauciens (рус. Твой зов)
9. Kā caur pelniem (рус. Как сквозь пепел)
10. Spēles (рус. Игры)
11. Modo

#### 1978 EP: «Vecais mežsargs» (рус.Старый лесник). Поют Нора Бумбиере и Виктор Лапченок
С62—10677-8 (7", миньон)
1. Vecais mežsargs (рус. Старый лесник) (V. Belševica)
2. Elēgija (рус. Элегия) (J. Peters)
3. Salds itāliešu kino (рус. Сладкое итальянское кино) (J. Peters)
4. Amālijas pažarnieks (рус. Пожарный Амалии) (J. Peters)

#### 1979 LP: Мюзикл «Сестра Керри» (латыш.«Māsa Kerija») на слова Я. Петерса
С60—12355-6 (12", гигант)
1. Prologs (рус. Пролог)
2. Kerijas dziesma (рус. Песенка Керри)
3. Tip-top (рус. Тип-топ)
4. Druē dziesmiņa «bu, bu» (рус. Песенка Друэ «Бу-бу»)
5. Kerijas un Herstvuda duets (рус. Дуэт Керри и Герствуда)
6. Deja maskās (рус. Танец в масках)
7. Kerijas dziesma (рус. Песня Керри)
8. Detektīvi (рус. Детективы)
9. Lietus lāses (рус. Капли дождя)
10. Druē dziesmiņa par zosi (рус. Песенка Друэ о гусе)
11. Herstvuda dziesma (рус. Песня Герствуда)
12. Nabagu dziesma (рус. Песня нищих)
13. Epilogs (рус. Эпилог)

По мотивам одноимённого романа Теодора Драйзера.
Аранжировка Г. Розенбергса. Поют: М. Зивере, Р. Мадрите, С. Степе-Озолите, Ж. Сиксна, В. Сисоев.

#### 1980 EP: «Поёт Айя Кукуле» (латыш.Dzied Aija Kukule)
С62—13703-4 (7", миньон)
1. Te zem saules (рус. Здесь, под солнцем) — слова Я.Петерса (латыш. J.Peters)
2. Tu un cits (рус. Ты и другой) — слова Я.Петерса (латыш. J.Peters)
3. Upei pāri (рус. Через реку) — слова О.Вациетиса (латыш. O.Vācietis)

#### 1980 LP: Песни из спектакля «Шерлок Холмс» (латыш.Dziesmas izrādei «Šerloks Holmss») на слова Я. Петерса
С60—14381-2 (12", гигант)
1. Lielais noziegums (рус. Великое преступление)
2. Melnā dziesma (рус. Чёрная песня)
3. Lāsts (рус. Проклятие)
4. Mafija (рус. Мафия)
5. Old-Vaverli (рус. Олд-Ваверли)
6. Zilais karbunkuls (рус. Голубой карбункул)
7. Par filcu (рус. О фетре)
8. Spoku dziesma (рус. Песня призраков)
9. Garšvielu songs (рус. Сонг пряностей)

Юрис Стренга (3), Гунарс Плаценс (5), Петерис Лиепиньш, Миервальс Озолиньш (9), Андрис Берзиньш (3), артисты Художественного театра им. Я. Райниса, инструментальный ансамбль п/у Р. Паулса.

#### 1981 EP:Яак Йоала«Песни Р. Паулса на слова Анатолия Ковалёва»
С62—16795-6 (7", миньон)
1. Сердцевинка
2. Силуэт любви
3. Телефонный звонок
4. Вдруг

Инструментальный ансамбль п/у Р.Паулса

#### 1982 LP: «Sapņu pīpe» (рус.Трубка мечтаний). Поёт Имант Скрастиньш
С60—17599-600 (12", гигант)
1. Vēju pavalstnieks (рус. Подданный ветров) (E. Ādamsons / Э. Адамсонс)
2. Cauri gadsimtiem (рус. Сквозь столетия) (J. Peters / Я. Петерс)
3. Par citu (рус. О другом) (J. Peters / Я. Петерс)
4. Vasaras vidū (рус. Среди лета) (J. Peters / Я. Петерс)
5. Es mīlu tevi tā… (рус. Я люблю тебя так...) (V. Belševica / В. Белшевица)
6. Šupļa dziesma mātei (рус. Колыбельная для матери) (L. Briedis / Л. Бриедис)
7. Odu romance (рус. Романс комаров) (E. Ādamsons / Э. Адамсонс)
8. Par labu dzīvošanu (рус. Сладкая жизнь) (E. Ādamsons / Э. Адамсонс)
9. Pirmā mīla (рус. Первая любовь) (E. Ādamsons / Э. Адамсонс)
10. Adiet, meitas (рус. Вяжите, девицы) (I. Ziedonis / И. Зиедонис)
11. Un kamēr mazs… (рус. И пока маленький...) (I. Ziedonis / И. Зиедонис)
12. Kad nekas nav palicis tevī (рус. Когда в тебе ничего не осталось) (L. Briedis / Л. Бриедис)
13. Reiz dejojām valsi (рус. Однажды мы танцевали вальс) (P. Jurciņš / П. Юрциньш)

#### 1982 2LP: «У нас в гостях маэстро. Вечер Раймонда Паулса 29 декабря 1981»
С60—17761-4 (12", двойной гигант)

#### 1982 EP: «Baltās Dziesmas» (Р.Паулс. Райнис. Белые песни)
C52—18965-2 (7", миньон)

#### 1983 LP: ВИА «Далдери» Песни из мюзикла «Таинственное похищение» (латыш.Nāc pie puikām!) на слова Я. Петерса
С60—19775-6 (12", гигант)
1. Nāc pie puikām (рус. Вместе с нами)
2. Kas bijis — bijis (рус. Что было — было)
3. Baldriānu songs (рус. Сонг валерьяны)
4. Arizona (рус. Аризона)
5. Par blēža gūstīšanu (рус. Погоня)
6. Es atspiežos pret it neko (рус. Я опираюсь на ничто)
7. Anno Domini
8. Ēzelītis (рус. Баллада об ослике)
9. Verokoko (рус. Верококо)
10. Pēdu dzinēju dziesma (рус. Песня преследователей)
11. Nepareizā dziesma (рус. Неправильная песня)

#### 1984 EP:Андрей Миронов«Старые друзья»
С62 20783 005 (7", миньон)
1. Старые друзья (Р. Рождественский)
2. Полюбите пианиста (А. Вознесенский)
3. Затменье сердца (А. Вознесенский)
4. Ты полюбишь меня (Р. Рождественский)

#### 1984 LP:Валерий Леонтьев«Диалог»
С60 21271 004 (12", гигант)
1. Вероокка (И. Резник)
2. Затменье сердца (А. Вознесенский)
3. Я с тобой не прощаюсь (И. Резник)
4. Годы странствий (И. Резник)
5. Человек-магнитофон (А. Вознесенский)
6. Поющий мим (И. Резник)
7. После праздника (И. Резник)
8. Полюбите пианиста (А. Вознесенский)
9. Диалог (Н. Зиновьев)
10. Зелёный свет (Н. Зиновьев)

#### 1985 LP: «Estrādes dziesmas» (рус.Эстрадные песни)
С60—22523-4 (12", гигант)
1. Iekod pirkstā (рус. Шутки ради) (L. Briedis / Л. Бриедис) — Жорж Сиксна
2. Pēc simts gadiem Piebalgā (рус. ) (L. Briedis / Л. Бриедис) — Виктор Лапченок
3. Pelnrušķīte (рус. Золушка) (V. Artavs / В. Артавс) — Виктор Лапченок
4. Ap Jāņiem Mārtiņos (рус. После дождичка в четверг) (L. Briedis / Л. Бриедис) — Жорж Сиксна
5. Pasaulīte (рус. О, этот мир!) (L. Briedis / Л. Бриедис) — Жорж Сиксна
6. Vardīte (рус. Лягушка) (V. Artavs / В. Артавс) — Виктор Лапченок
7. Popūrijs par R. Paula dziesmām (рус. Попурри на песни Р. Паулса), аранжировка Б. Резника — ВИА «Эолика»

#### 1985 LP «Р.Паулс. Хор им. Т.Калниня поет песни на слова Я. Петерса»
С60—22637-8 (12", гигант)

#### 1986 LPАйя Кукуле«Песни Раймонда Паулса»
С60—23559-60 (12", гигант)
1. Dziesma par svēteli (рус. Песня об аисте) (H. Paukšs)
2. Uguntiņa (рус. Огонёк) (L. Briedis)
3. Ir vakars, pulkstens sit (рус. Вечер, бьют часы) (J. Rainis)
4. Cik grūti (рус. Как трудно) (J. Rainis)
5. Es pati vēroju (рус. Я наблюдаю) (J. Rainis)
6. Bēgšana (рус. Бегство) (H. Paukšs)
7. Ar balsi vien (рус. Лишь голосом) (J. Peters)
8. Dzīvotgriba (рус. Воля к жизни) (H. Paukšs)
9. Kur man meklēt (рус. Где мне искать) (L. Briedis)
10. Paldies jums (рус. Спасибо вам) (L. Briedis)

#### 1986 LP «Pie vecās ziņģes» (рус.Рядом со старой песней)
С60—22523-4 (12", гигант)

#### 1987 LP:Валерий Леонтьев«Бархатный сезон»
С60—24623-4 (12", гигант)
1. Гиподинамия (И. Резник)
2. Притяжение любви (М. Танич)
3. Три минуты (М. Танич)
4. Карусель (М. Танич)
5. Бархатный сезон (М. Танич)
6. В стиле шторма (Н. Зиновьев)
7. Маяк (М. Танич)
8. Комета Галлея (Н. Зиновьев)

Ансамбль «Эхо» п/у Ю. Варума

#### 1987 LP: Группа CREDO «Крик» (латыш.«Melnais kliedziens»)
на русском языке: С60—24881-2 (12", гигант), на латышском языке: С60—24883-4 (12", гигант)
(Посвящается жертвам Хиросимы. Автор текста песен Гунар Кроллис (латыш. Gunārs Krollis))
1. Огненные стрелы (латыш. Uguns bulta)
2. Боль (латыш. Sāpe)
3. Крик (латыш. Melnais kliedziens)
4. Тень (латыш. Ēna)
5. Заклинаю огонь (латыш. Lūgums ugunij)
6. Ночь (латыш. Nakts)
7. Прикосновение (латыш. Pieskāriens)
8. Эпилог (латыш. Epilogs)

#### 1987 LP:Родриго Фомин«Путь к свету»
С60—25365-4 (7", сингл)
1. Путь к свету (И. Резник)
2. Kā senā dziesmā (рус. Как в старинной песне) (Я. Петерс)

#### 1987 LP:Лайма Вайкуле«Песни Раймонда Паулса на стихи Ильи Резника»
С60—26187-8 (12", гигант)

#### 1990 LP: Музыкальный спектакль «Маленький пастушок» (латыш.Mazais ganiņš)
C50—29987-8 (12", гигант)

### Инструментальные альбомы

#### 1966 EP: «No cikla Iespaidi» (Р. Паулс. Из цикла «Впечатления»)
Д 00017515-16 (7" миньон)
1. Старинный мотив
2. Весеннее настроение
3. Дурной сон
4. Спор

Раймонд Паулс — фортепиано, Айвар Тимшс (Aivars Timšs) — контрабас, Г. Гайлитис — ударные

#### 1970 LP: РИЖСКИЙ ЭСТРАДНЫЙ ОРКЕСТР «REO džeza ritmā» («РЭО в ритме джаза»)
СМ 02045-6 (12", гигант)
1. Джазовые экспрессии (латыш. Džeza Ekspresijas) (Р. Паулс) — солист Р. Паулс
2. Ночь, инстр. акварель (латыш. Instrumentāls akvarelis «Nakts») (Р. Паулс) — солист И. Биркан / I. Birkāns
3. Знакомая мелодия (латыш. Pazīstama melodija) (обр. В. Долгова)
4. Начинает Лестер (латыш. Lesters sāk) (Л. Янг)
5. Мечты рассеиваются (латыш. Domas gaist) (Г. Рэндезо)
6. Тоже (латыш. Arī) (Б. Петт)
7. Невада (латыш. Nevada) (Г. Эванс)
8. Звуки говорят (латыш. Skanu valoda) (Т. Джонс)

Рижский эстрадный оркестр, худ. рук. Р. Паулс 

Солисты: А. Заринь / A. Zariņš (гитара), П. Миерлейс / P. Mierlejs (тромбон), А. Круминь / A. Krūmiņš (труба), Р. Раубишко / R. Raubiško (саксофон)

#### 1974 LP: «Melodija, improvizācija ritms (Piano á gogo)» («Мелодия Импровизация Ритм»)
C60—05369-70 (12", гигант)
Р.Паулс. Попурри эстрадных мелодий:
1. Слово (латыш. Vārds)
2. Стаккато (латыш. Stakato)
3. Зарони в меня солнце (латыш. Dzel manī sauli)
4. Ненастной порой (латыш. Vēju stundā)
5. Кареглазая моя (латыш. Rudacīte)
6. Просьба (латыш. Lūgums)
7. Письмо девушке (латыш. Vēstule meitenei)
8. Ай-дундур-дундур-дун-дун-дун (латыш. Ai-dundur-dundur-dun-dun-dun)
9. Трясогузка (латыш. Cielava)
10. Мелодия (латыш. Melodija)
11. Видение (латыш. Vīzija)
12. В ожидании (латыш. Gaidot)
13. Простота (латыш. Vienkāršība)

Эстрадный оркестр Латвийского ТВ и радио, дирижёр Алнис Закис (1, 9, 11, 13) 

Ансамбль «Модо» п/у Р.Паулса (2—8, 10, 12)

#### 1983 LP: «R.Paula instrumentālie skaņdarbi» («В тональности Раймонда Паулса»)
C60—20375-6 (12", гигант)

#### 1986 LP: Музыка из к/ф «Двойной капкан» (латыш.Dubultslazds)
C60—23291-2 (12", гигант)
1. Мотто
2. Танец в баре
3. Танец с накидкой
4. Вдвоём
5. Безнадёжность
6. Радость игры
7. Туз против дамы
8. Радужные волосы
9. Нежность
10. Движение
11. Преследование
12. Ритмическое увлечение
13. Неизвестность
14. Тема любви

Валдемарс Лобиньш — вступление (1)
Инструментальный ансамбль (2—14):
- Раймонд Паулс — клавишные
- Андрис Гринбергс — клавишные
- Айварс Херманис — гитара
- Владимир Широков — бас-гитара
- Марис Бриежкалнс — ударные

Струнная группа эстрадного оркестра Латвийского ТВ и радио (3, 9, 14)

#### 1987 LP: «Raimonda Paula Aicinājums uz deju» (рус.Приглашение на танец Р.Паулса)
C60—25119-20 (12", гигант)

#### 1988 LP: «Nakts ugunskurs» (рус.Ночной костёр)
C60—27017-8 (12", гигант)
1. Vēl nav vakars (рус. Ещё не вечер)
2. Vecais klavesīns (рус. Старый клавесин)
3. Putnubiedēklis (рус. Пугало)
4. Šķiršanās (рус. Расставание)
5. Nepabeigtais klavierkoncerts (рус. Неоконченный фортепианный концерт)
6. Vernisāža (рус. Вернисаж)
7. Apmācies laiks (рус. Пасмурная погода)
8. Šerloks Holmss (рус. Шерлок Холмс)
9. Nakts ugunskurs (рус. Ночной костёр)
10. Dienvidu ostā (рус. В южном порту)

Раймонд Паулс (Yamaha Grand Piano), группа Remix

#### 1991 LP: Музыка из к/ф «Депрессия» (латыш.Depresija)
C10—31353-4 (12", гигант)
1. Dejas
2. Sarkanos toņos
3. Dažādi ritmi
4. Tavas noslēpumainās acis
5. Kādas pilsētas ugunis
6. Hei, mēs gribam spēlēt roku!
7. Mēness gaismā
8. Tēma «Depresija»
9. Krodziņā mazā
10. Atgriešanās

Группа «Odis»

### Другие

#### 1966 EP: «Латышская эстрада»
Д 00019127-8 (7", миньон)
1. В метель (А. Кублинский — З. Пурвс) — Янис Крузитис, вокальный секстет
2. Халли-галли (А. Эйхенберг) — вокальный секстет
3. Не спеши (А. Бабаджанян — Е. Евтушенко) — вокальный секстет
4. Каждый из нас влюбляется (Л. Тейлор — К. Лейн) (на англ. яз.) — Янис Крузитис, вокальный секстет

На латышском (1,2), на русском (3), английском яз. (4). Эстрадный оркестр п/у Р. Паулса

#### 1967 EP: «Латышская эстрада»
Д 00019559-60 (7", миньон)
1. Песня о Риге (латыш. Mana dziesma Rīgai) (Р. Паулс — А. Бейлис, перевод Э. Лейстиса)
2. Песенка из оперетты «Аннеле» (Э. Игенберг — Я. Османис)
3. Ночные мелодии (Э. Игенберг — Я. Османис)
4. Земля цветёт (Г. Раманс — Г. Селга)

Вокальный секстет, эстрадный оркестр п/у Р. Паулса

#### 1971 LP: «Aicinājums uz deju» («Приглашение к танцу»)
Д 029629-30 (12", гигант)
1. Медленный вальс (латыш. Lēns valsis) (Э.Игенберг/E.Igenberga, аранж. Г.Розенберга/G.Rozenbergs)
2. Танго (латыш. Tango) (А.Закис)
3. Медленный фокстрот (латыш. Fokstrots) (Р.Паулс, аранж. Э.Страуме/E.Straume)
4. Квикстеп (латыш. Kviksteps) (Р.Паулс, аранж. М.Бриедиса/M.Briedis)
5. Квикстеп (латыш. Kviksteps) (У.Стабулниекс/U.Stabulnieks)
6. Вальс (латыш. Valsis) (Р.Оре/R.Ore, А.Закис/A.Zaķis, Р.Паулс/R.Pauls, аранж. А.Закиса)
7. Умеренный бит ритм (латыш. Vidējs rīta ritms) (Р.Паулс, аранж. Г.Розенберга/G. Rozenbergs)
8. Медленный бит ритм (латыш. Lēns rīta ritms) (З.Лоренц/Z.Lorencs)
9. Румба (латыш. Rumba) (А.Закис)
10. Самба (латыш. Samba) (И.Вигнер/I. Vīgners, аранж. М.Бриедиса/M.Briedis)
11. Ча-ча (латыш. Ča-Ča) (Я.Свилдерс/J. Svilders, аранж. Г.Розенберга/G.Rozenbergs)
12. Джайв (латыш. Džaivs) (В.Долгов/V. Dolgovs)
13. Быстрый бит ритм (латыш. Ātrs rīta ritms) (И.Вигнер/I. Vīgners, аранж. Г.Розенберга/G.Rozenbergs)

Раймонд Паулс — фортепиано, Гуннар Розенбергс (Gunārs Rozenbergs) — труба, Эгил Страуме (Egīls Straume) — саксофон, Ивар Вигнерс (Ivars Vīgners) — синтезатор 

Эстрадный оркестр Латвийского радио. Дирижёр Алнис Закис

#### 1976 LP: «С Новым Годом»
С60-09277/78 (12", гигант) 

сторона А: 

… 

05. Последний лист (Р.Паулс — Я.Петерс) М.Вилцане и О.Гринберг [3:24] 

…

#### 1980 EP: «Мелодии французского композитора Ф.Фурмье играет Р.Паулс»
С62—14175-6 (7", миньон)
1. Без тебя
2. Гордый человек
3. Лунный концерт
4. Маленькая Мелу

Аранжировки Р.Паулса. Раймонд Паулс (ф-но). Оркестр Латвийского радио, дирижёр Р.Паулс

#### 1980 LP: «Mans ceļš — spēle Raimonds Pauls» («Мой путь» — играет Раймонд Паулс)
C60—14211-2 (12", гигант)
1. Увеселитель (англ. The Entertainer) (С. Джоплин)
2. Как велика твоя любовь (англ. How Deep Is Your Love) (Б., М., Р. Гибб)
3. Здравствуй! (фр. Salut!) (Ч. Паллавичини[1])
4. Мой путь (англ. My Way) (П. Анка)
5. Босса нова США (англ. Bossa Nova U.S.A.) (Д. Брубек)
6. Буги (англ. Boogie) (Ч. Смит)
7. И если бы тебя не было (фр. Et si tu n'existais pas) (Ч. Паллавичини)
8. Я согласен (англ. It's All Right With Me) (К. Портер)
9. Чувство (англ. Feeling) (М. Алберт)
10. Жить, чтобы выжить (англ. Staying Alive) (Б., М., Р. Гибб)

Раймондс Паулс (фортепиано, электроорган) 

Аранжировки Гунарса Розенберга. Инстр. ансамбль. Струнный ансамбль (2, 4, 7, 9)

#### 1991 LP: «Nostaļģija» («Ностальгия»)
C60—30949-50 (12", гигант)
1. Тема (Я. Ивановс)
2. Меланхолический вальс (Э. Дарзиньш)
3. Будет ли счастья минута (Э. Дарзиньш)
4. Удивляюсь я (А. Калныньш)
5. Ностальгия (Р. Паулс)
6. Ламбетвок (Н. Гай[англ.])
7. Sporting life (Дж. Гершвин)
8. Вызывайте клоунов (С. Сондхейм)
9. Мелодия из мюзикла «Моя прекрасная леди» (латыш. Mana skaistā lēdija) (Ф. Лоу)
10. Тот, кто меня любит (Дж. Гершвин)
11. Мелодия из оперетты «Целуй меня, Кэт!» (латыш. Skūpsti mani, Ket!) (K. Портер)

Инструментальное трио п/у Р.Паулса